# Università di Gand
L'Università di Gand (in nederlandese: Universiteit Gent, abbreviata come UGent) è una prestigiosa università belga. Situata nell'omonima città capoluogo delle Fiandre Orientali, l'università è fra i più grandi istituti universitari europei, organizzata in undici facoltà, le quali ospitano circa 41000 studenti e oltre 9000 ricercatori e professori. Fondata nel 1817 da Guglielmo I dei Paesi Bassi insieme all'università statale di Lovanio (poi soppressa nel 1835) e a quella di Liegi, l'università passò al nuovo Regno del Belgio in seguito alla rivoluzione del 1830-1831, quando il neonato stato belga cominciò ad amministrare l'istituto, dando origine alla prima università nelle Fiandre propriamente dette, in seguito, ma solo nel 1930, la prima di lingua nederlandese del Belgio.
L'università offre corsi di laurea in numerose discipline, che spaziano dalle arti alla scienza, ed è basata su fondamenti pluralisti, essendo il primo istituto belga ad ammettere studenti di ogni sesso, etnia, fede religiosa o ideologia politica. È un membro del CESAER e del gruppo Santander, i quali includono i centri di studio più all'avanguardia nel campo della ricerca. L'università è considerata una delle migliori università belghe assieme alla Università Cattolica di Lovanio e appare costantemente nella classifica accademica delle università mondiali.